# 萨南杜瓦
萨南杜瓦是巴西南大河州的一个市镇。总面积504.551平方公里，总人口14714人，人口密度29.2人/平方公里。